# Mészáros István (kajakozó)
Mészáros István (Budapest, 1933. április 30. – Budapest, 1994. május 6.) a legelső magyar kajakvilágbajnok. Ikertestvére, Mészáros György (1933–2015) kajakozó volt.

## Pályafutása
1948–1954 között az Előre SC és a Budapesti Előre sportolója volt. 1954–1958 között magyar válogatott volt. 1955–1956 között a Budapesti Törekvés kajakozója volt. 1957–1958 között az FTC-nél kajakozott. Visszavonulása után nemzetközi versenybíró volt.
A magyar kajak-kenu első világbajnoka (ikertestvérével, Mészáros Györggyel, 1954), az egyik első magyar kajakszlalom-versenyző (1957–1958).
Sírja a Farkasréti temetőben található (25/1-3-3).

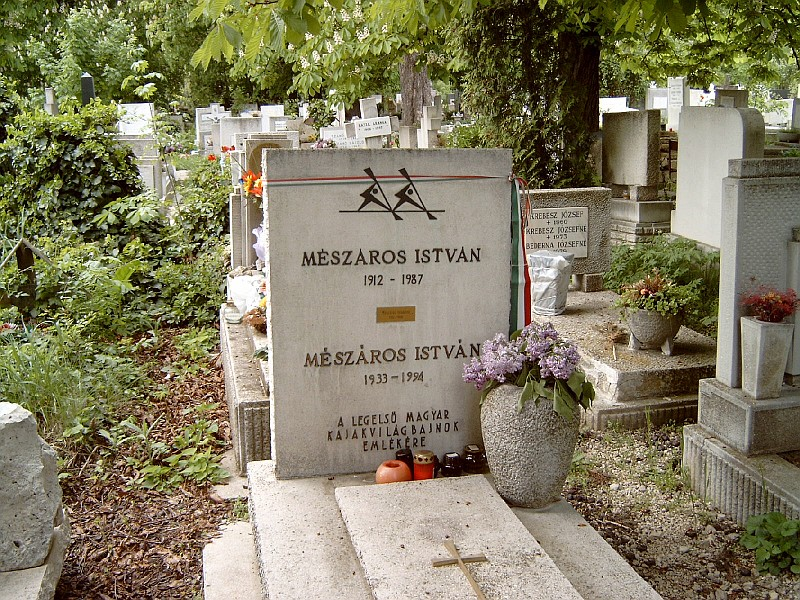
Mészáros István kajak világbajnok sírja Budapesten. Farkasréti temető: 25/1-3-3

## Nemzetközi eredmények
| Világbajnokság | Világbajnokság         | Világbajnokság | Világbajnokság |
| Év             | Hely                   | Érem           | Esemény        |
| -------------- | ---------------------- | -------------- | -------------- |
| 1954           | Mâcon ( Franciaország) | Arany          | K2 1000 m      |
| 1954           | Mâcon ( Franciaország) | Bronz          | K4 10000 m     |

## Sikerei
- Világbajnok (1954: K-2 1000 m)
- vb 3. (1954: K-4 10000 m)
- Eb 4. (1957: K-2 500 m)
- nyolcszoros magyar bajnok (1953: egyes 4x500 m-es váltó, kettes 1000 m, kettes 10.000 m; 1954: kettes 1000 m; 1955: egyes 4x500 m-es váltó, kettes 500 m; 1957: egyes 4x500 m-es váltó, kettes 500 m)